# Petoskey
Petoskey város az USA Michigan államában, Emmet megyében, melynek megyeszékhelye is. Lakosainak száma 5877 fő (2020. április 1.).

## Nevének eredete
A Petoskey név ottawa eredetű. A 18. század végén Antoine Carre francia arisztokrata beállt trappernek egy szőrmekereskedő céghez. Feleségül vett egy indián „hercegnőt” (valószínűleg a törzsfőnök lányát), és Neatooshing néven komoly karriert befutva végül ő lett a törzsfőnök. 1787-ben született fia a Hajnalsugár, azaz Petosegay nevet kapta, és a Michigan-tó partján telepedett le, ahol ő is egy indián hercegnővel házasodott össze. Röviddel Petosegay halála előtt, 1873-ban apró település nőtt ki a környékbeli Medve-patak partján, és azt a lakók tiszteletük jeléül róla nevezték el.

## Népessége
A település népességének változása:
| Lakosok száma | 1815 | 6080 | 5670 | 5877 |
|               | 1880 | 2000 | 2010 | 2020 |

## Nevezetességei
A város tópartja a híres Petoskey-kavics egyetlen lelőhelye. Ez a különleges kavics 1965 óta Michigan állam hivatalos kőzete.